# نادي بريستول سيتي
نادي بريستول سيتي لكرة القدم هو نادي كرة قدم إنجليزي تأسس سنة 1894م وهو يلعب في دوري الدرجة الأولى الإنجليزي .